# Štefan Hadalin
Štefan Hadalin (Ljubljana, 6 juni 1995) is een Sloveense alpineskiër. Hij vertegenwoordigde zijn vaderland op de Olympische Winterspelen 2018 in Pyeongchang.

## Carrière
Hadalin maakte zijn wereldbekerdebuut in maart 2014 in Kranjska Gora. In december 2016 scoorde de Sloveen in Santa Caterina di Valfurva zijn eerste wereldbekerpunten. Op de wereldkampioenschappen alpineskiën 2017 in Sankt Moritz eindigde hij als tiende op de slalom en als 28e op zowel de reuzenslalom als de alpine combinatie. In de landenwedstrijd eindigde hij samen met Ana Bucik, Saša Brezovnik en Žan Kranjec op de negende plaats. Tijdens de Olympische Winterspelen van 2018 in Pyeongchang eindigde Hadalin als achtste op de alpine combinatie en als 21e op reuzenslalom. Samen met Ana Bucik, Maruša Ferk, Meta Hrovat en Žan Kranjec eindigde hij als negende in de landenwedstrijd.
In december 2018 behaalde de Sloveen in Santa Caterina di Valfurva zijn eerste toptienklassering in een wereldbekerwedstrijd. In Åre nam Hadalin deel aan de wereldkampioenschappen alpineskiën 2019. Op dit toernooi veroverde hij de zilveren medaille op de alpine combinatie, daarnaast eindigde hij als 21e op de reuzenslalom. In februari 2019 stond hij in Bansko voor de eerste maal in zijn carrière op het podium van een wereldbekerwedstrijd.

## Resultaten

### Olympische Winterspelen
| Jaar | Plaats      | Resultaten                                                          |
| ---- | ----------- | ------------------------------------------------------------------- |
| 2018 | Pyeongchang | 8e Alpine combinatie 21e Reuzenslalom DNF Slalom 9e Landenwedstrijd |

### Wereldkampioenschappen
| Jaar | Plaats       | Resultaten                                                           |
| ---- | ------------ | -------------------------------------------------------------------- |
| 2017 | Sankt Moritz | 10e Slalom 28e Reuzenslalom 28e Alpine combinatie 9e Landenwedstrijd |
| 2019 | Åre          | Alpine combinatie · 22e Reuzenslalom                                 |

### Wereldbeker
Eindklasseringen
| Seizoen   | Algm | SL  | RS  | PAR | AC  |
| --------- | ---- | --- | --- | --- | --- |
| 2016/2017 | 93e  | 35e | -   |     | 34e |
| 2017/2018 | 79e  | 33e | 40e |     | -   |
| 2018/2019 | 45e  | 19e | -   |     | 7e  |
| 2019/2020 | 54e  | 20e | 44e | 33e | 25e |